# Çiçekpınar, İhsangazi
Çiçekpınar là một xã thuộc huyện İhsangazi, tỉnh Kastamonu, Thổ Nhĩ Kỳ. Dân số thời điểm năm 2008 là 169 người.